# Billy Fury

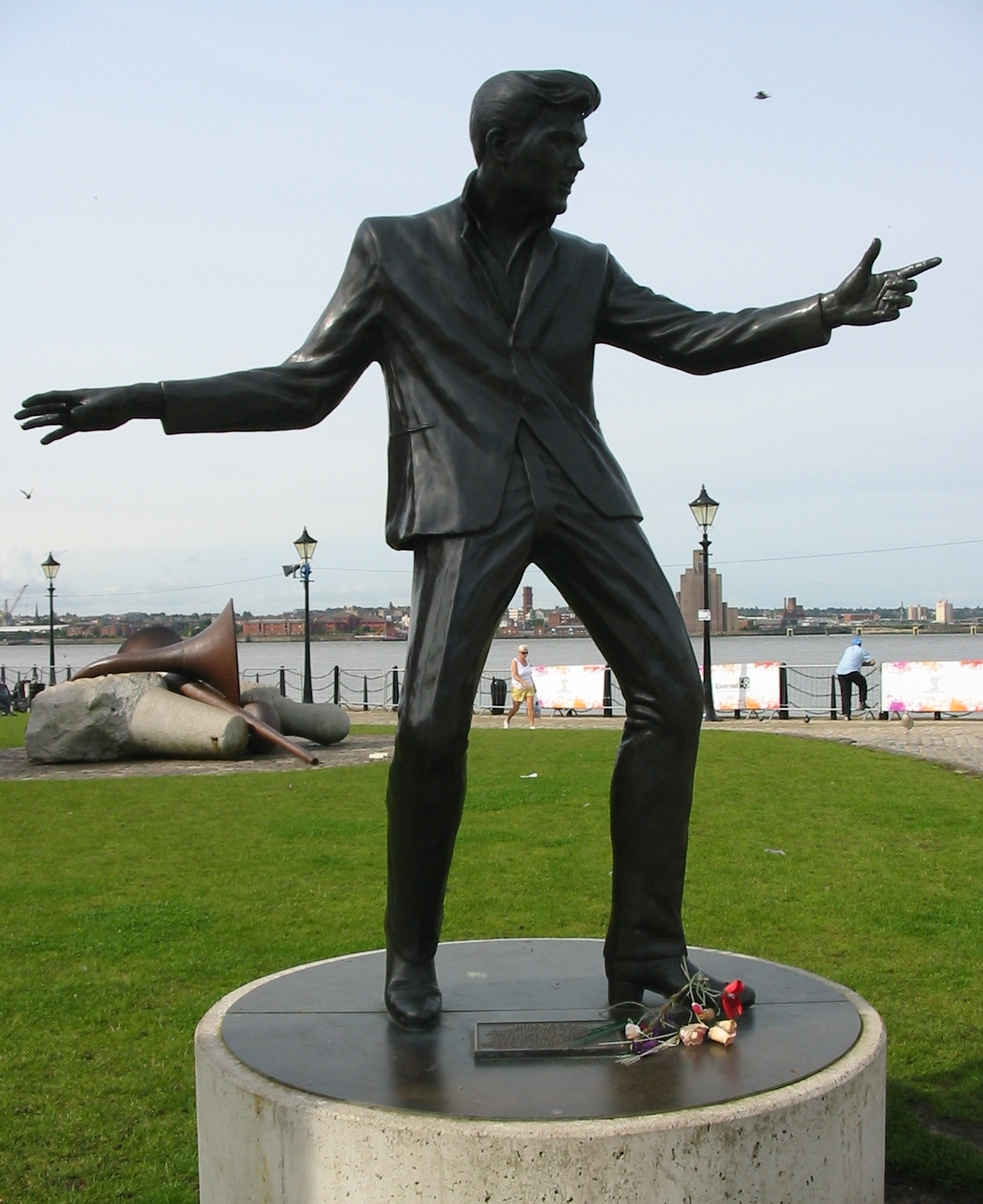
Statue von Billy Fury in Liverpool

Billy Fury (* 17. April 1940 in Liverpool, England; † 28. Januar 1983 in London; eigentlich Ronald William Wycherley) war ein britischer Rock-’n’-Roll-Sänger aus dem Liverpooler Mersey-Beat-Umfeld.

## Leben
Mit elf Jahren erhielt Wycherley Pianounterricht, drei Jahre später bekam er eine Gitarre. Nach der Schule nahm er verschiedene Gelegenheitsjobs an, unter anderem auf dem Schlepper Formby, wo er durch Seeleute aus den Vereinigten Staaten die Country- und Westernmusik kennenlernte. Er gründete die Formby Sniffle Group, die in örtlichen Cafés spielte.
1957 schrieb Wycherley für Margo King das Stück Margo (Don’t Go). 1958 machte er Demoaufnahmen, die er auch dem bekannten Londoner Musikmanager und Konzertveranstalter Larry Parnes schickte. Parnes nahm ihn unter Vertrag und gab ihm den Künstlernamen Billy Fury.
Die erste Single von Billy Fury, Maybe Tomorrow, stieg in den Charts bis in die Top 20. Das erste Album Sound of Fury wird von vielen Fans noch heute als das beste von Billy Fury angesehen.
Es folgten weitere Hits, darunter Halfway to Paradise (1961 Nummer 3) und Jealousy (1961 Nummer 2), doch reichte es nie zur Nummer 1. Jedoch hatte Fury in den 1960ern mehr Top-20-Hits in Großbritannien als die meisten anderen Interpreten und Gruppen. Er wurde nur übertroffen von den Beatles, Cliff Richard und Elvis Presley.
Auf der Suche nach einer Begleitband ließ Fury unter anderem die Silver Beatles vorspielen, verzichtete jedoch auf ein Engagement. Unter den vielen Begleitbands von Fury waren beispielsweise die Blue Flames sowie eine frühe Version von Mott the Hoople.
Billy Fury trat auch in etlichen Fernsehshows auf und spielte in Serien und Filmen mit. 1962 flog er mit Larry Parnes nach Los Angeles, um Elvis Presley mehrere goldene und silberne Platten zu überreichen.
1965 hatte Fury mit In Thoughts of You seinen letzten Top-10-Hit. Sein Gesundheitszustand begann sich zu verschlechtern. Zeitweise hatte er schon zuvor seine Auftritte verkürzen müssen. Bereits als Kind hatte Fury an einem Herzfehler gelitten. 1971 wurde er am Herzen operiert.
1969 heiratete Fury Judith Hall, doch die Ehe hielt nicht lange. Danach lebte er mit Lisa Rosen zusammen. Fury durchlebte Depressionen und Alkoholprobleme, dazu kamen finanzielle Probleme. 1976 erfolgte eine zweite Herzoperation. Im März 1982 hatte er einen schweren Herzinfarkt, mit Lähmungserscheinungen und zeitweiliger Blindheit.
Billy Fury starb am 28. Januar 1983 an den Folgen seiner Herzschwäche.

## Diskografie

### Alben
Chartplatzierungen

| Jahr | Titel                                        | Höchstplatzierung, Gesamtwochen, AuszeichnungChartsChartplatzierungen (Jahr, Titel, Platzierungen, Wochen, Auszeichnungen, Anmerkungen) | Anmerkungen   |
| Jahr | Titel                                        | UK | Anmerkungen   |
| ---- | -------------------------------------------- | --- | ------------- |
| 1960 | The Sound of Fury                            | UK18 (2 Wo.)UK |               |
| 1961 | Halfway to Paradise                          | UK5 Gold · (9 Wo.)UK |               |
| 1963 | Billy                                        | UK6 (21 Wo.)UK |               |
| 1963 | We Want Billy                                | UK14 (2 Wo.)UK | Livealbum     |
| 1983 | Hit Parade                                   | UK49 Gold · (15 Wo.)UK | Best-of-Album |
| 1983 | The Only One                                 | UK56 (1 Wo.)UK |               |
| 2008 | His Wondrous Story – The Complete Collection | UK10 Gold · (10 Wo.)UK | Compilation   |
| 2018 | The Symphonic Sound of Fury                  | UK53 (1 Wo.)UK |               |

Offizielle Veröffentlichungen
- Sound of Fury (1960)
- Billy Fury (1960)
- Halfway to Paradise (1961)
- Billy (1963)
- We Want Billy (1963) MONO
- We Want Billy (1963) STEREO
- I’ve Gotta Horse (1965)
- Best of Billy Fury (1967)
- World of Billy Fury (1972)
- The Billy Fury Story (1977)
- Billy Fury – The Golden Years (1979)
- World of Billy Fury, Volume 2 (1980)
- Sound of Fury (1981), Neuauflage von: The Sound of Fury 1960
- Hit Parade (1982)
- Billy Fury in Interview With Stuart Coleman (nur 200 Kopien) (1983)
- We Want Billy (1983), Neuauflage von: We Want Billy 1963
- The One and Only Billy Fury (1983)
- Memories (1983), Neuauflage von Billy Fury – The Golden Years
- The Missing Years 1967–80 (1983)
- Loving You (1984)
- The Other Side of Billy Fury (1984)
- Sticks ’n’ Stones (1985)
- The EP Collection (1985)
- Billy (1986), Neuauflage von: Billy 1963
- Billy Fury (1986), Neuauflage von: Billy Fury 1960
- Halfway to Paradise (1986), Neuauflage von: Halfway to Paradise 1961
- The Collection (1987)
- Hit Parade (1987), Neuauflage von: Hit Parade 1982
- The Best of Billy Fury (1987), (Neuauflage von: B. F. – The Golden Years – 1983)
- The Sound of Fury (2000), Neuauflage von: The Sound of Fury 1960 und 1981
- The Very Best of Billy Fury CD (1987)
- The Sound of Fury + 10, (1988), CD-Neuauflage von Sound of Fury mit 10 zusätzlichen Songs
- Billy Fury – The Collection (1992)
- The Other Side of Billy Fury CD (1993)
- The 40th Anniversary Anthology CD (1998)
- Wondrous Place Live CD (2000)
- The Sound of Fury CD (2000)
- Billy Fury Unplugged (2000)
- The Symphonic Sound of Fury (2018)

### Singles
Chartplatzierungen

| Jahr | Titel Album                                                  | Höchstplatzierung, Gesamtwochen, AuszeichnungChartsChartplatzierungen (Jahr, Titel, Album, Platzierungen, Wochen, Auszeichnungen, Anmerkungen) | Anmerkungen |
| Jahr | Titel Album                                                  | UK | Anmerkungen |
| ---- | ------------------------------------------------------------ | --- | --- |
| 1959 | Maybe Tomorrow Billy Fury                                    | UK18 (9 Wo.)UK | |
| 1959 | Margo Billy Fury                                             | UK28 (1 Wo.)UK | |
| 1960 | Colette Billy Fury                                           | UK9 (10 Wo.)UK | |
| 1960 | That’s Love The Sound of Fury                                | UK19 (11 Wo.)UK | |
| 1960 | Wondrous Place Billy Fury                                    | UK25 (10 Wo.)UK | 1999 Wiedereintritt für 1 Woche mit zwei Veröffentlichungen gleichzeitig: Platz 83 für K-tel und Platz 98 für Deram/Decca |
| 1961 | A Thousand Stars Halfway to Paradise                         | UK14 (10 Wo.)UK | Original: Kathy Young (US Platz 3)                                                                                        |
| 1961 | Don’t Worry Halfway to Paradise                              | UK40 (2 Wo.)UK | |
| 1961 | Halfway to Paradise                                          | UK3 (23 Wo.)UK | Autoren: Carole King, Gerry Goffin                                                                                        |
| 1961 | Jealousy                                                     | UK2 (12 Wo.)UK | 1951 ein Nummer-3-Hit für Frankie Laine in den USA                                                                        |
| 1961 | I’d Never Find Another You We Want Billy!                    | UK5 (15 Wo.)UK | |
| 1962 | Letter Full of Tears                                         | UK32 (6 Wo.)UK | |
| 1962 | Last Night Was Made for Love We Want Billy!                  | UK4 (16 Wo.)UK | |
| 1962 | Once Upon a Dream We Want Billy!                             | UK7 (13 Wo.)UK | |
| 1962 | Because of Love                                              | UK18 (14 Wo.)UK | |
| 1963 | Like I’ve Never Been Gone We Want Billy!                     | UK3 (15 Wo.)UK | |
| 1963 | When Will You Say I Love You We Want Billy!                  | UK3 (12 Wo.)UK | |
| 1963 | In Summer                                                    | UK5 (11 Wo.)UK | |
| 1963 | Somebody Else’s Girl The World of Billy Fury Vol. 2          | UK18 (7 Wo.)UK | |
| 1964 | Do You Really Love Me Too? The World of Billy Fury Vol. 2    | UK13 (10 Wo.)UK | |
| 1964 | I Will                                                       | UK14 (12 Wo.)UK | Autor: Dick Glasser; Hits für Vic Dana (1962), Dean Martin (1965), Ruby Winters (1977)                                    |
| 1964 | It’s Only Make Believe The Billy Fury Story                  | UK10 (10 Wo.)UK | Nummer-1-Hit 1958 in UK und USA für Conway Twitty                                                                         |
| 1965 | I’m Lost Without You The Billy Fury Story                    | UK16 (10 Wo.)UK | |
| 1965 | In Thoughts of You The Billy Fury Story                      | UK9 (11 Wo.)UK | |
| 1965 | Run to My Lovin’ Arms The Billy Fury Story                   | UK25 (7 Wo.)UK | |
| 1966 | I’ll Never Quite Get Over You The World of Billy Fury Vol. 2 | UK35 (5 Wo.)UK | |
| 1966 | Give Me Your Word Memories                                   | UK27 (7 Wo.)UK | Nummer-1-Hit 1955 in UK für Tennessee Ernie Ford                                                                          |
| 1982 | Love or Money The One and Only                               | UK57 (5 Wo.)UK | |
| 1982 | Devil or Angel The One and Only                              | UK58 (4 Wo.)UK | |
| 1983 | Let Me Go, Lover / Forget Him The One and Only               | UK59 (7 Wo.)UK | Let Me Go, Lover war 1955 ein Nummer-1-Hit in den USA für Joan Weber                                                      |

Offizielle Veröffentlichungen
- Maybe Tomorrow / Gonna Type a Letter (1959)
- Margo / Don’t Knock Upon My Door (1959)
- Angel Face / Time Has Come (1959)
- My Christmas Prayer / Last Kiss (1959)
- Colette / Baby How I Cried (1960)
- That’s Love / You Don’t Know (1960)
- Wondrous Place / Alright Goodbye (1960)
- A Thousand Stars / Push Push (1960)
- Don’t Worry / Talkin’ in My Sleep (1961)
- Halfway to Paradise / Cross My Heart (1961)
- Jealousy / Open Your Arms (1961)
- I’d Never Find Another You / Sleepless Nights (1961)
- Letter Full of Tears / Magic Eyes (1962)
- Last Night Was Made for Love / A King for Tonight (1962)
- Once Upon a Dream / If I Lose You (1962)
- Because of Love / Running Around (1962)
- Like I’ve Never Been Gone / What Do You Think You’re Doing (1963)
- When Will You Say: „I Love You“? / All I Wanna Do Is Cry (1963)
- In Summer / I’ll Never Fall in Love Again (1963)
- Somebody Else’s Girl / Go Ahead and Ask Her (1963)
- Do You Really Love Me Too? / What Am I Going to Do (1963)
- I Will / Nothin’ Shakin’ (1964)
- It’s Only Make Believe / Baby What Do You Want Me to Do (1964)
- Hippy Hippy Shake / Glad All Over (1964) Exportkopie für den skandinavischen Markt mit zwei verschiedenen Bildcovers
- I’m Lost Without You / You Better Believe It Baby (1965)
- In Thoughts of You / Away from You (1965)
- Run to My Lovin’ Arms / Where Do You Run (1965)
- I’ll Never Quite Get Over You / I Belong to the Wind (1966)
- Don’t Let a Little Pride Stand in Your Way / Didn’t See the Real Thing Come Along (1966)
- Give Me Your Word / She’s So Far Out She’s In (1966)
- Hurtin’ Is Loving / Things Are Changing (1967)
- Loving You / I’ll Go Along With It (1967)
- Suzanne in the Mirror / It Just Don’t Matter Now (1967)
- Beyond the Shadow of a Doubt / Baby Do You Love Me (1968)
- Silly Boy Blue / One Minute Woman (1968)
- Phone Box / Any Morning Now (1968)
- Lady / Certain Things (1968)
- I Call for My Rose / Bye Bye (1969)
- All the Way to the USA / Do My Best for You (1969)
- Why Are You Leaving? / Old Sweet Roll (1970)
- Paradise Alley / Well Alright (1970)
- Will the Real Man Stand Up? / At This Stage (1972)
- I’ll Be Your Sweetheart / Fascinating Candle Flame (1974)
- Halfway to Paradise / Turn My Back on You (1976)
- Jealousy / Last Night Was Made for Love (1978)
- Don’t Knock Upon My Door / Margo (1979)
- Gonna Type a Letter / Maybe Tomorrow (1979)
- Be Mine Tonight / No Trespassers (1981) Bildcover
- Love or Money / Love Sweet Love (1982) Bildcover
- Devil or Angel / Don’t Tell Me Lies (1982) Bildcover
- Halfway to Paradise / Cross My Heart (1983) Bildcover
- Devil or Angel / Lost Without You 1983(Flexidisk, Gratisbeilage zu Tribute To Billy Fury Book)
- Let Me Go Lover / Your Words (nur 200 Stück gepresst) (1983) Bildcover
- Forget Him / Your Words (1983) Bildcover
- Halfway to Paradise / Last Night Was Made for Love (1983)
- Halfway to Paradise / Last Night Was Made for Love (1983) Bildcover
- Jealoousy / I Will (1983)

### EPs
- Maybe Tomorrow (1959)
- Billy Fury (1961)
- Billy Fury No 2 (1962)
- Play It Cool (1962)
- Billy Fury Hits (1962)
- Discs-A-Gogo (Verschiedene Künstler – Billy Fury vertreten mit Don’t Walk Away) (1963)
- Billy Fury and The Tornados (1963)
- Am I Blue (1963)
- Billy Fury and The Gamblers (1965)
- Long Live Rock (Verschiedene Künstler – Billy Fury vertreten mit Long Live Rock und A Thousand Stars) (1973)
- Single Heroes (Verschiedene Künstler – Billy Fury vertreten mit Wondrous Place) (1982)
- My Christmas Prayer (1983)
- Suzanne in the Mirror (1985)

## Posthume Ehrungen
Dem Künstler zu Ehren erhielt im Juli 2011 ein im Londoner Stadtteil Hampstead gelegener Weg die offizielle Bezeichnung Billy Fury Way. Der Weg befindet sich unweit des Decca Studios, in dem Fury viele seiner Titel aufgenommen hat. Der Billy Fury Way verläuft in der Nähe der zur Londoner U-Bahn-Linie gehörenden Bahnschienen und liegt östlich der Station West Hampstead im Bereich zwischen der West End Lane (B 510) im Westen und der Lithos Road / Finchley Road im Osten.